# Chris Duesterdiek
Chris Duesterdiek é um produtor musical e sonoplasta canadense. Como reconhecimento, foi nomeado ao Oscar 2016 na categoria de Melhor Mixagem de Som|Melhor Edição de Som por The Revenant.